# 凱爾采省 (俄羅斯帝國)

凱爾采省（俄语：Келецкая губерния）是波蘭會議王國的一個省，位於王國的西南部，相當於今日波蘭的東南部。面積8,868.6平方俄里，1897年人口761,995人。首府凱爾采。
1842年自克拉科夫省分出，1844年併入拉多姆省，1867年再分出，但其中一縣讓予彼得庫夫省剩下7縣。